# Rémi Oudin
Rémi Oudin (* 18. November 1996 in Châlons-en-Champagne) ist ein französischer Fußballspieler, der bei der US Lecce unter Vertrag steht und aktuell an Sampdoria Genua ausgeliehen ist.

## Karriere
Oudin begann seine fußballerische Karriere bei Stade Reims, wo er zunächst in der Jugend und der zweiten Mannschaft zum Einsatz kam. In den ersten beiden Spielzeiten spielte er 33 Mal für die zweite Mannschaft und traf 26 Mal. 2015/16 spielte er zweimal in der Youth League, wobei er zwei Tore erzielte. Sein Ligadebüt gab er am 13. August 2016 (3. Spieltag) im Spiel gegen den FC Valenciennes (0:0). Sein erstes Tor schoss er am 28. November 2016 (17. Spieltag), als er den 1:0-Siegtreffer gegen Chamois Niort. In der gesamten Saison schoss er nach anfänglichen Schwierigkeiten vier Tore in 24 Ligaspielen. In der Folgesaison schoss er sieben Tore und bereitete acht Treffer vor in 27 Spielen. Nach der Saison stieg er als Tabellenführer in die Ligue 1 auf. In der Saison 2018/19 schoss er 10 Tore in 37 von 38 möglichen Spielen, wobei er vier Tore vorbereitete. Bis zur Winterpause der Folgesaison kam er in allen möglichen Spielen für Reims zum Einsatz.
In der Winterpause wechselte er zu Girondins Bordeaux, die zehn Millionen Euro für ihn zahlten und ihn somit zum teuersten Ligue-1-Neuzugang des Winters machten. Sein Debüt gab er am 11. Januar 2020 (20. Spieltag) gegen Olympique Lyon (1:2). Einen Monat später (24. Spieltag) schoss er im Spiel gegen den FC Metz sein erstes Tor, als er den 2:1-Siegtreffer erzielte. Die Saison beendete er mit acht Ligaspielen für die Südfranzosen. In der Saison 2020/21 blieb er Stammspieler und spielte jedes Spiel – 38 Partien. Auch in der folgenden Spielzeit war er unumstritten und bestritt 33 Spiele. Im August 2022 wurde der Spieler für eine Saison an die US Lecce ausgeliehen. Im Sommer 2023 wechselte er nach der Leihe fest zur US Lecce. Ende Januar 2025 wechselte Oudin leihweise mit Kaufoption in die Serie B zu Sampdoria Genua.

## Erfolge
- Aufstieg in die Ligue 1: 2018